# Dilma Rousseff

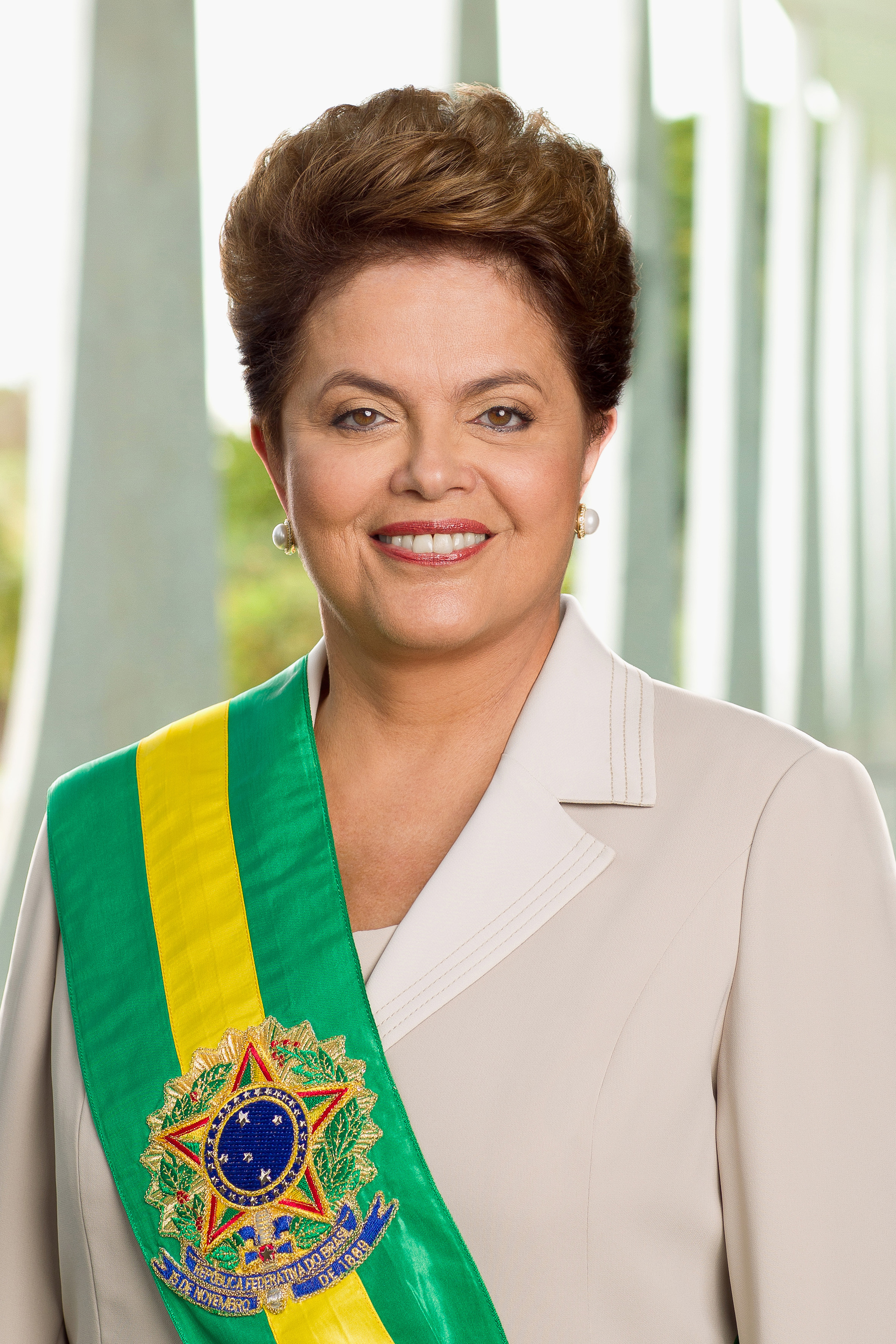
Dilma Rousseff, 2011

Dilma Vana Rousseff [ˈdʒiwmɐ χuˈsɛf] (* 14. Dezember 1947 in Belo Horizonte) ist eine brasilianische Wirtschaftswissenschaftlerin und Politikerin. Sie gehört der gemäßigt linken Arbeiterpartei Partido dos Trabalhadores an. Vom 1. Januar 2011 bis zum 31. August 2016 war sie Präsidentin von Brasilien. Sie war die erste Frau in diesem Amt.
In ihrer zweiten Amtszeit, die am 1. Januar 2015 begann und regulär am 31. Dezember 2018 geendet hätte, warfen Rousseffs politische Gegner ihr Verstöße bei der Führung der Staatsfinanzen vor. Der Bundessenat suspendierte sie am 12. Mai 2016 für sechs Monate von ihrem Amt und beschloss am 31. August 2016 ihre Amtsenthebung. Rousseff selbst wies die Vorwürfe zurück und sprach von einem „Putsch“.
Im März 2023 übernahm sie die brasilianische Präsidentschaft der New Development Bank, die sie bis Mitte 2025 zu Ende führen soll. 

## Leben
Dilma Rousseff wurde 1947 in Belo Horizonte als Tochter von Pedro Rousseff und dessen zweiter Ehefrau Dilma Jane Silva geboren. Ihr Vater stammt aus Gabrowo in Bulgarien, wo er ab den 1920er Jahren aktives Mitglied der Kommunistischen Partei war. 1929 floh er zunächst nach Frankreich. Später ging er nach Südamerika und ließ sich schließlich in Brasilien nieder; nach seiner Auswanderung änderte er seinen Geburtsnamen Pétar Russéw (bulgarisch Петър Русев) in Pedro Rousseff. Er war ein enger Freund der bulgarischen Dichterin Elisaweta Bagrjana. Durch ihren Vater hatte Dilma einen Halbbruder namens Ljuben († 2007).

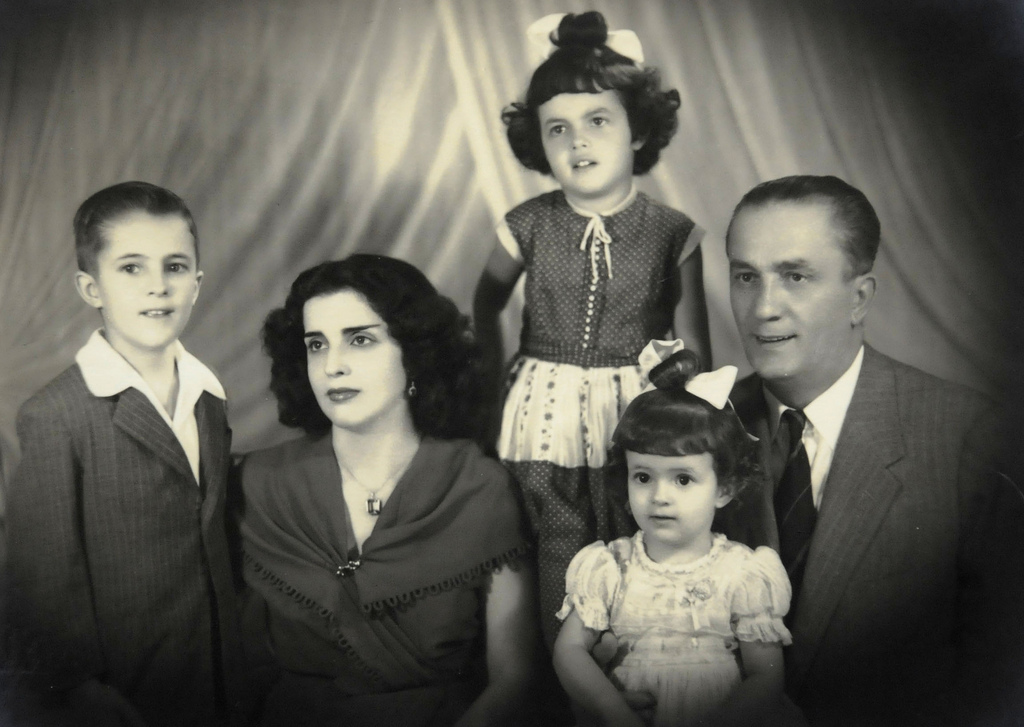
Die Familie von Dilma Rousseff, von links nach rechts: ihr Bruder Igor, ihre Mutter Dilma Jane Coimbra Silva, Dilma Rousseff (oben), ihr Vater Pedro Rousseff (Petar Russev) mit der kleinen Zana Lúcia

Da ihr Vater als Anwalt und Unternehmensvertreter in Brasilien erfolgreich war, wuchs Dilma Rousseff in solidem Wohlstand in Belo Horizonte auf. Nach dem Schulbesuch studierte sie zunächst an der Universidade Federal de Minas Gerais Volkswirtschaft, brach dieses Studium aber ab, als sie sich im bewaffneten Widerstand gegen die seit 1964 regierende Militärregierung engagierte (siehe Abschnitt Politik); 1973 wurde sie offiziell durch die Universität exmatrikuliert.
Nach Verbüßen einer Haftstrafe wegen ihrer Untergrundtätigkeit zog Dilma Rousseff nach Porto Alegre. Sie nahm ihr Studium an der Universidade Federal do Rio Grande do Sul wieder auf und schloss es 1977 ab. Anschließend arbeitete sie bei der Fundação de Economia e Estatística (FEE), einer Organisation des Bundesstaates Rio Grande do Sul. Ab 1978 studierte sie einen Masterstudiengang in Volkswirtschaft an der Universidade Estadual de Campinas, den sie jedoch genauso wie ihre Promotionsvorhaben nicht abschloss.
Ab Mitte der 1980er Jahre war Dilma Rousseff in unterschiedlichen politischen Funktionen und bei der FEE tätig (siehe Abschnitt Politik).
Dilma Rousseff war zweimal verheiratet, zunächst mit dem Journalisten Cláudio Galeno de Magalhães Linhares, später mit Carlos Franklin Paixão de Araújo. Aus dieser Ehe ging ihre einzige Tochter Paula hervor. Seit 2000 ist Dilma Rousseff von ihrem zweiten Ehemann geschieden. Bis 1999 trug Dilma Rousseff den Nachnamen ihres ersten Ehemanns Linhares; dann nahm sie ihren Geburtsnamen wieder an.
2009 erkrankte sie an einem malignen Lymphom.
Wie in Brasilien üblich, wird Dilma Rousseff in den Medien und selbst in offiziellen Verlautbarungen oft nur mit ihrem Vornamen „Dilma“ genannt.

## Politik

### Aktivitäten im Widerstand gegen die Militärdiktatur
Dilma Rousseff begann sich gegen Ende ihrer Schulzeit für die politische Situation ihres Landes zu interessieren, das seit 1964 eine Militärdiktatur war. Über eigene Beschäftigung mit sozialistischen und marxistischen Theorien sowie den Journalisten Cláudio Galeno Linhares, den sie später heiratete, kam sie Ende der 1960er Jahre zur Partido Socialista Brasileiro und schloss sich dort dem Comando de Libertação Nacional an, das für den bewaffneten Kampf gegen die Militärdiktatur eintrat.
Dilma Rousseff war innerhalb der Guerillaorganisation vor allem mit Agitation befasst, aber zumindest passiv auch an gewalttätigen Aktionen beteiligt. Ab 1969 lebte sie im Untergrund und ging nach Rio de Janeiro. Über Carlos Franklin Paixão de Araújo kam sie zur marxistisch-leninistisch geprägten Guerillaorganisation VAR Palmares. Nach einigen Aussagen soll sie eine der Anführerinnen der Organisation gewesen sein, sie selbst bestreitet dies allerdings.
Im Januar 1970 wurde Dilma Rousseff in São Paulo, wo sie mittlerweile im Auftrag ihrer Organisation lebte, verhaftet. Sie wurde drei Jahre im Gefängnis festgehalten und dort nach eigenen Angaben 22 Tage lang gefoltert. Ihr seien damals viele Zähne ausgeschlagen worden, was auch im Jahr 2014 noch Kiefer- und Kauprobleme verursache. Sie sei außerdem Elektroschocks, Schlägen und der Papageienschaukel ausgesetzt gewesen.
1972 wurde Dilma Rousseff aus dem Gefängnis entlassen. Sie zog nach Porto Alegre, wo Carlos Araújo seine Haftstrafe verbüßte. Während sie dort studierte und arbeitete, engagierte sie sich für die einzige legale Oppositionspartei Movimento Democrático Brasileiro (MDB), war allerdings nicht Mitglied der Partei. Mit ehemaligen Mitstreitern aus der VAR Palmares traf sie sich regelmäßig zu Diskussionsrunden.
Kurz nach ihrem Amtsantritt als Präsidentin 2011 setzte Rousseff die brasilianische Wahrheitskommission zur Aufklärung der Verbrechen während der Militärdiktatur ein.

### Politische Karriere nach der Militärdiktatur
Nach der Zulassung weiterer politischer Parteien in Brasilien gründete Dilma mit anderen die Partido Democrático Trabalhista (PDT). Sie arbeitete als Beraterin der PDT-Abgeordneten im Parlament von Rio Grande do Sul. Ab 1985 war sie in der Stadtregierung von Porto Alegre für die Finanzen zuständig. Das Amt gab sie 1988 auf, als ihr Ehemann Carlos Araújo als Bürgermeister kandidierte. 1989 war sie kurzzeitig Generaldirektorin des Stadtrates, wurde aber entlassen.
Ab 1990 war sie Präsidentin des Amtes für Wirtschaft und Statistik (Fundação de Economia e Estatística, FEE) von Rio Grande do Sul. 1993 bis 1994 war sie Ministerin des Bundesstaates für Energie und Kommunikation. Anschließend kehrte sie zur FEE zurück.
Ab 1998 war Dilma Rousseff erneut Energieministerin in Rio Grande do Sul. Nach Streitigkeiten in ihrer Partei um die Regierungsbeteiligung trat sie 2000 mit anderen Mitgliedern der PDT zur Partido dos Trabalhadores über, die zu dieser Zeit den Gouverneur des Bundesstaates stellte.
Nach dem Wahlsieg Lula da Silvas bei der Präsidentschaftswahl 2002 wurde sie zur Energieministerin der Bundesregierung ernannt. Im Juni 2005 wechselte sie in das Amt der Kabinettschefin.
In beiden Ämtern verfolgte Dilma Rousseff eine auf Wachstum und Stärkung der Industrie ausgerichtete Politik und war damit mitverantwortlich für den Rücktritt von Marina Silva als Umweltministerin der Bundesregierung, die ihre Gegenkandidatin im Präsidentschaftswahlkampf 2010 wurde. Im März 2010 trat sie im Zuge ihrer Präsidentschaftskandidatur vom Amt der Kabinettschefin zurück.

### Verflechtungen mit dem staatlichen Ölkonzern Petrobras
Während ihrer Zeit als Energieministerin und später Stabschefin war Rousseff Vorsitzende des Aufsichtsrats von Petrobras (2003 bis 2010). Der Konzern stürzte 2014 in die Krise, als sich Vorwürfe jahrelanger Korruption, Veruntreuung und Parteienbestechung erhärteten.

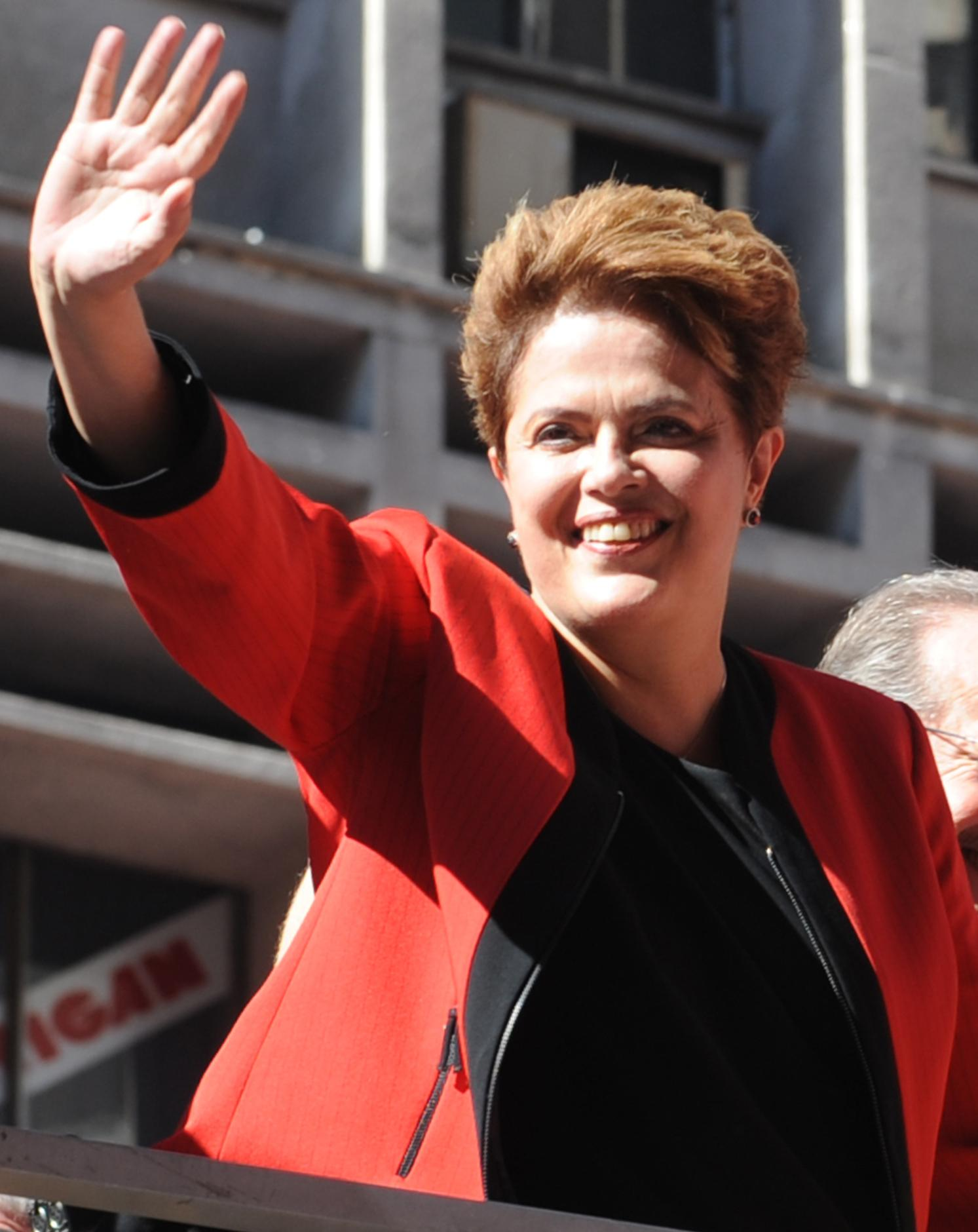
Dilma Rousseff (2010)

### Präsidentschaftswahl 2010
Bei der Präsidentschaftswahl 2010 durfte der bisherige Amtsinhaber Lula da Silva nach zwei Amtszeiten nicht erneut kandidieren. Er schlug seiner Partei Dilma Rousseff als Kandidatin vor. Im Februar 2010 wurde sie von der PT offiziell nominiert. Es war ihre erste Kandidatur überhaupt für ein politisches Wahlamt.
Dilma Rousseff galt im Wahlkampf als spröde und dogmatisch. Zu Beginn des Wahlkampfes lag sie deutlich hinter ihrem Gegenkandidaten José Serra zurück. Durch die Unterstützung des in weiten Teilen des Volkes populären amtierenden Präsidenten Lula konnte sie jedoch in den Umfragen stark zulegen. Ab Juli 2010 führte sie deutlich vor Serra, zeitweise lag sie klar über 50 Prozent. Bei der Wahl am 3. Oktober 2010 verfehlte sie jedoch mit knapp 47 Prozent der Stimmen die absolute Mehrheit und damit die direkte Wahl im ersten Wahlgang. Die Stichwahl am 31. Oktober gewann sie mit 55,4 Prozent der Stimmen.

## Erste Präsidentschaft

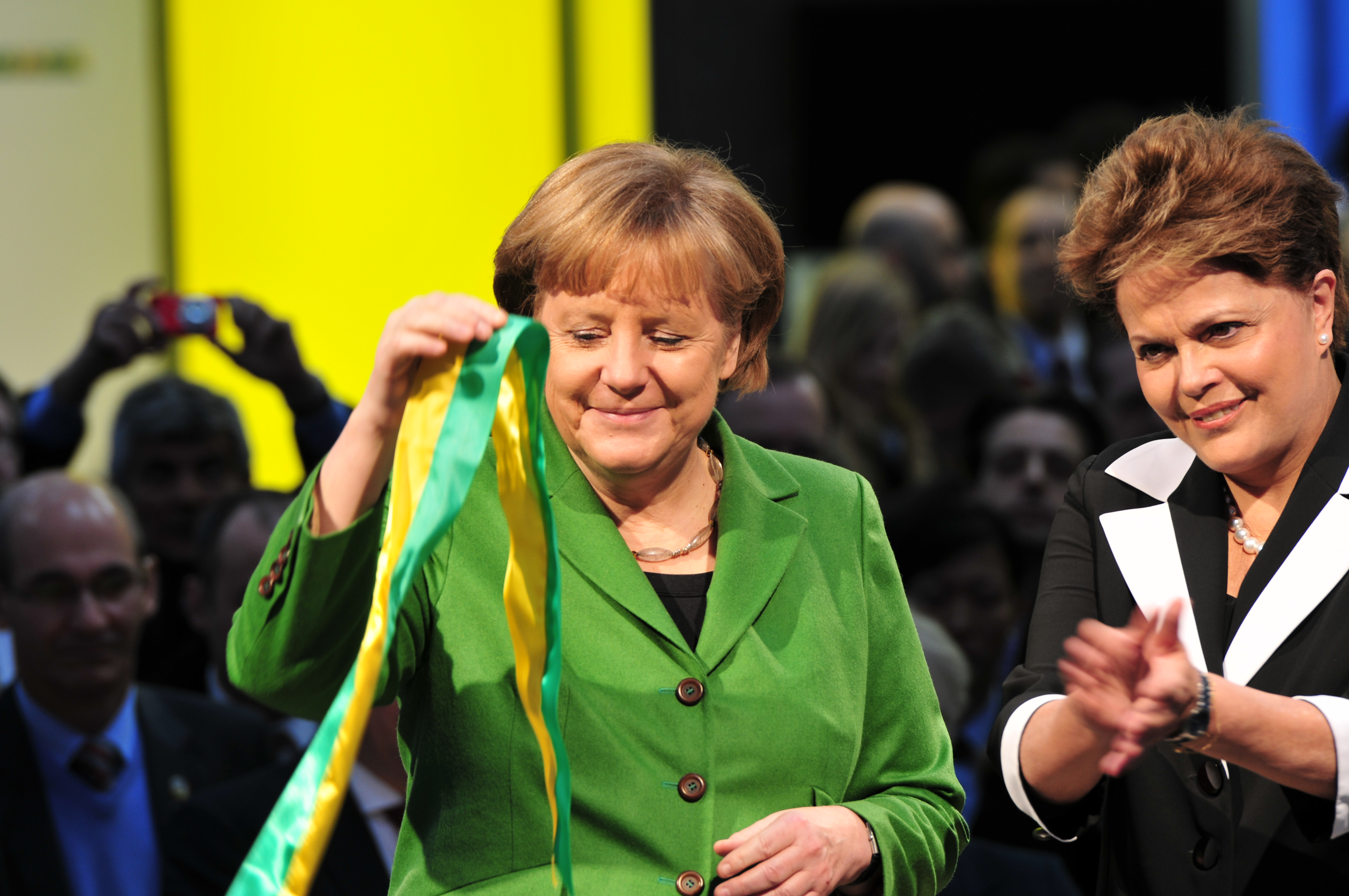
Angela Merkel und Dilma Rousseff bei der Eröffnung der CeBIT 2012

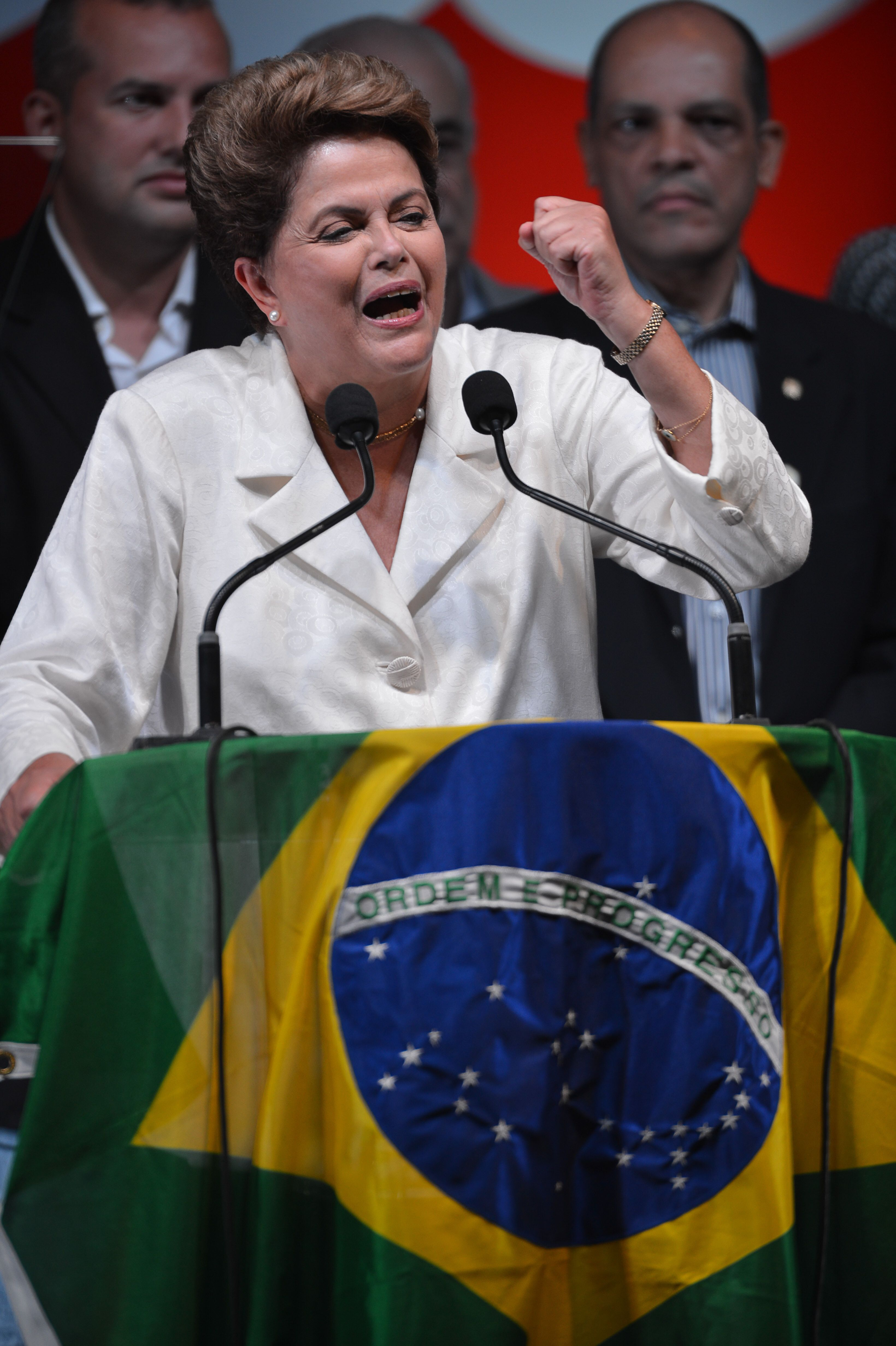
Dilma Rousseff nach der gewonnenen Wahl 2014

Die Amtsübergabe fand am 1. Januar 2011 statt. 2011 besuchte Rousseff als erstes brasilianisches Staatsoberhaupt Bulgarien. Für sie war es zugleich die erste Reise ins Heimatland ihres Vaters. Im Rahmen des Besuchs erhielt sie die höchste bulgarische Auszeichnung, den Orden „Stara Planina“. Sie besuchte neben der Hauptstadt Sofia auch Weliko Tarnowo und Gabrowo, den Heimatort ihres Vaters, in dem sie Verwandte traf.
Seit Juli 2011 verfolgte sie einen erklärten Anti-Korruptionskurs. Bis Anfang Dezember 2011 traten insgesamt sechs Kabinettsmitglieder nach Korruptionsvorwürfen zurück, darunter Tourismusminister Pedro Novais am 15. September, Sportminister Orlando Silva de Jesus Júnior am 26. Oktober und Arbeitsminister Carlos Lupi am 4. Dezember.
Rousseff kritisierte die von der NSA praktizierte Überwachung von Personen und sagte deshalb einen Termin mit Barack Obama ab. In einer Rede vor der UN-Vollversammlung beschuldigte sie die USA, internationales Recht gebrochen zu haben, und verlangte von Obama eine Entschuldigung.
Nachdem Brasilien während der Regierung Lula da Silva eine sehr positive wirtschaftliche und soziale Entwicklung erlebt hatte, wuchs die Wirtschaft seit Rousseffs Amtsantritt nur mit 2 % pro Jahr. Die Inflation lag bei durchschnittlich 6 % pro Jahr. Auf der Rangliste der Wettbewerbsfähigkeit des International Institute for Management Development rutschte Brasilien auf Platz 54 ab (Vorwert Platz 38).  Folgen der Banken- und Finanzkrise seit 2007 und der daraus resultierenden Weltwirtschaftskrise trafen Südamerika erst seit 2012, u. a. weil Rohstoffe weniger nachgefragt wurden. Unternehmer kritisieren zudem die dirigistische Wirtschaftspolitik. So wurde z. B. Petrobras im Jahr 2014 gezwungen, Treibstoff verbilligt zu verkaufen. Das Unternehmen war Brasiliens mit Abstand größter Investor, hatte aber nun kaum noch Geld für Investitionen. Gerade auf dem Sektor der Energiepolitik habe Rousseffs Regierung durch Preiskontrollen, Subventionen und Dekrete ein Chaos angerichtet, kritisierte der Journalist Alexander Busch in der NZZ. Linke Kritiker sahen einen Bruch zu Lulas sozialer Politik und seiner Amtsführung und kritisierten die grassierende Korruption und das repressive Vorgehen der Polizei. 
Im Juni 2013 brachen landesweite Proteste in Brasilien aus, die sich gegen die Austragung der Fußball-Weltmeisterschaft 2014, Korruption sowie soziale Missstände richteten. Ein Großteil der Kritik richtete sich an die Regierung und ihre Politik beziehungsweise auf die Abwesenheit von sozialer Politik. Auf die größten Unruhen seit dem Ende der Militärdiktatur reagierte Dilma Rousseff mit dem Versprechen eines „großen Pakts“ für ein besseres Brasilien. Federico Forders, Professor für Wirtschaftswissenschaften an der Universität Kiel, erwartete für Brasilien allerdings eine bessere wirtschaftliche Entwicklung als im Rest Südamerikas, u. a. aufgrund der Fußball-Weltmeisterschaft dort 2014.
Im Oktober 2014 trat Rousseff erneut zur Präsidentschaftswahl an und gewann in der Stichwahl am 26. Oktober mit rund 51,6 Prozent der Stimmen.

## Zweite Präsidentschaft

### Beginn der Amtszeit

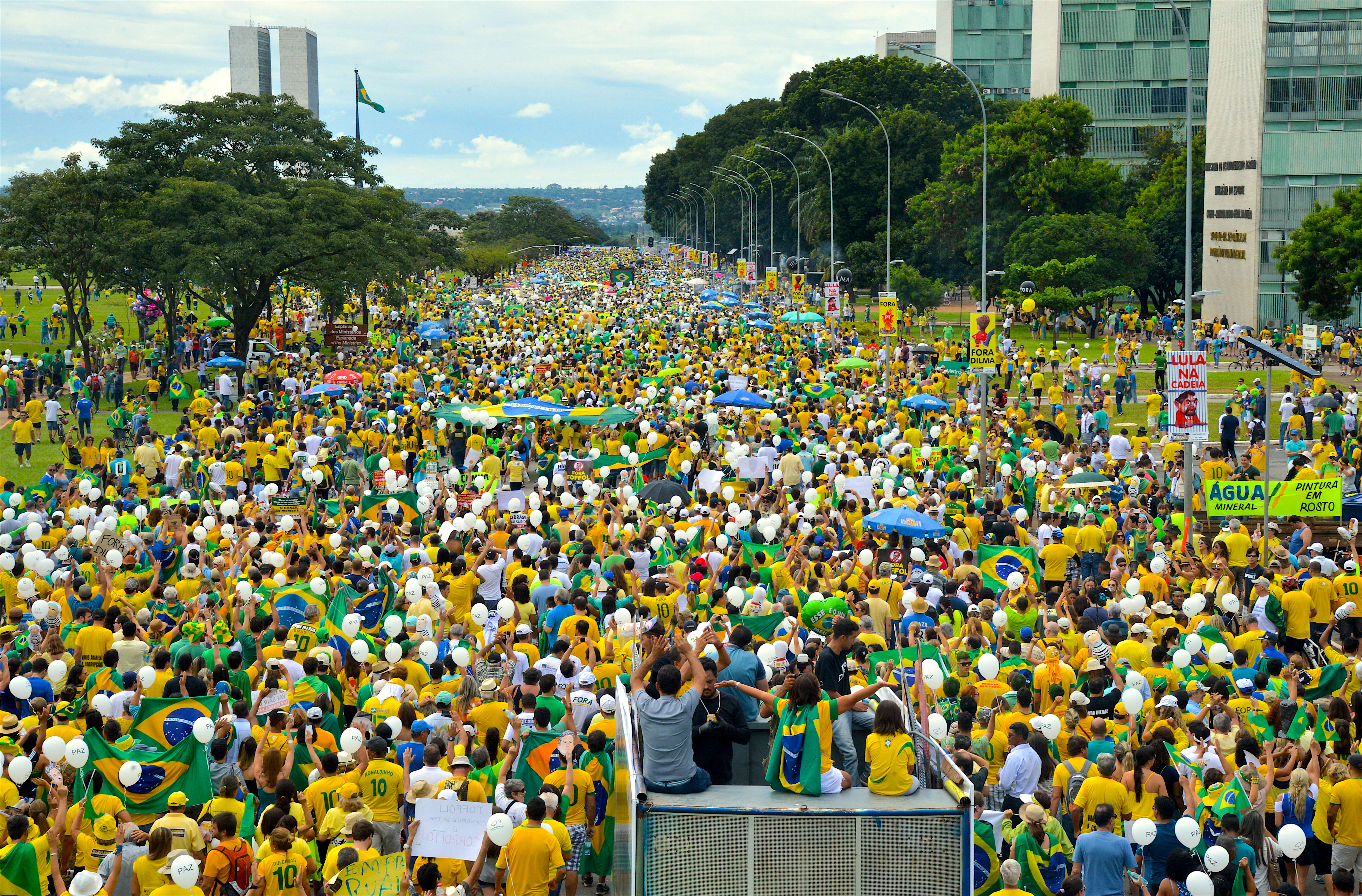
Proteste gegen Rousseff am 13. März 2016 in Brasilia

Ihre zweite Amtsperiode trat Rousseff offiziell am 1. Januar 2015 an. Der Beginn ihrer zweiten Amtszeit war gekennzeichnet von landesweiten Protesten und Demonstrationen mit bis zu 1,7 Millionen Teilnehmern im März 2015. Diese richteten sich gegen Rousseffs Verflechtung in den Korruptionsskandal um den Ölkonzern Petrobras, gegen gestiegene Lebenshaltungskosten und die sinkende Wirtschaftsleistung Brasiliens im Zuge fallender Rohstoffpreise.
In Rousseffs zweite Amtszeit fiel ab 2015 auch die Ausbreitung des Zika-Virus in Brasilien, das mit Missbildungen bei Ungeborenen und weiteren neurologischen Schädigungen in Verbindung gebracht wird. Rousseff setzte ab Februar 2016 die Hälfte der brasilianischen Armee zur Bekämpfung der Zika-Überträgermücken ein.

### Amtsenthebung

#### Einleitung des Amtsenthebungsverfahrens
Am 16. März 2016 holte Rousseff ihren populären Vorgänger Lula da Silva als Kabinettschef in ihre Regierung zurück. Sie reagierte damit auf ein von der Opposition angestrengtes Absetzungsverfahren. Gleichzeitig schützte Rousseff auf diese Weise Lula, der Anfang des Monats vorübergehend festgenommen worden war und gegen den die Staatsanwaltschaft des Bundesstaates São Paulo wegen des Verdachts der Geldwäsche und der Falschaussage im Petrobras-Fall ermittelte. Einen Tag später stimmte das Abgeordnetenhaus mit großer Mehrheit für die Einrichtung eines 65-köpfigen Komitees. Es sollte ermitteln, ob Rousseff Verstöße bei der Führung der Staatsfinanzen begangen hatte, die eine Amtsenthebung rechtfertigen würden. Ende desselben Monats platzte Rousseffs Regierungskoalition mit der PMDB, die als Zentrumsblock im Parlament die stärkste Kraft war. Damit konnte Rousseff so gut wie keine eigenen Gesetze mehr durch den Kongress bringen und ihr fehlte die Unterstützung beim laufenden Amtsenthebungsverfahren. Der Schritt der PMDB wurde von einigen als eine Art „Staatsstreich“ angesehen, da im Falle einer Amtsenthebung der PMDB-Vorsitzende und Vizepräsident Michel Temer Rousseff beerben würde.
Rousseff setzte sich vehement für die Antikorruptionsermittlungen im Lava-Jato-Skandal ein. Im Zuge der „Operation Waschstraße“, wie die Ermittlungen in dem Skandal um den staatlichen Mineralölkonzern Petrobras in Brasilien genannt werden, waren bereits zahlreiche hochrangige Politiker zu Haftstrafen verurteilt worden. Gegen gut die Hälfte aller brasilianischen Kongressmitglieder liefen Ermittlungsverfahren, weil sie in Korruptionsskandale verwickelt waren.
Am 11. April 2016 empfahl das 65-köpfige Komitee mit 38 zu 27 Stimmen die Einleitung eines Amtsenthebungsverfahrens. Wenn in einem solchen Verfahren mindestens zwei Drittel der Abgeordneten (342 von 513) für das Amtsenthebungsverfahren stimmen, wird das Verfahren an den Bundessenat weitergereicht. Dieser kann mit einfacher Mehrheit die Präsidentin für 180 Tage von ihrem Amt suspendieren. In dieser Zeit muss der Senat entscheiden, ob er der Amtsenthebung zustimmt. Stimmen zwei Drittel seiner Mitglieder dafür, so wird eine Präsidentin von ihrem Amt abgesetzt.
In einem Kommentar zu diesen Vorgängen sprach Rousseff von dem Versuch eines Staatsstreichs und beschuldigte – ohne explizit dessen Namen zu nennen – ihren Vizepräsidenten Michel Temer, an der „Verschwörung“ beteiligt zu sein. In einer am 12. April 2016 als Tondokument verbreiteten Ansprache hatte dieser zur Bildung einer „Regierung der nationalen Einheit“ aufgerufen. Nach Ansicht von Korrespondenten erweckte die Ansprache, die angeblich versehentlich veröffentlicht wurde, den Eindruck, dass Temer fest von einer Anklage gegen Rousseff ausging. Im Falle einer Absetzung des Präsidenten hat der Vizepräsident nach der Verfassung das Amt kommissarisch für bis zu 180 Tage weiterzuführen, dies wäre also Temer selbst zugefallen.
Am 17. April 2016 stimmte die Abgeordnetenkammer mit deutlicher Zweidrittelmehrheit von 367 Stimmen (erforderlich wären 342 Stimmen gewesen) für die Einleitung des Amtsenthebungsverfahrens. Dagegen stimmten 167 Abgeordnete, während sich 7 Abgeordnete enthielten. Vor dem Parlamentsgebäude hatten sich jeweils etwa 25.000 Anhänger und Gegner von Rousseff versammelt, die die Abstimmung auf großen Bildschirmen verfolgten.
Am 9. Mai 2016 entschied der Übergangspräsident des Abgeordnetenhauses, Waldir Maranhão, überraschend, das Votum der Parlamentskammer für ein Amtsenthebungsverfahren zu annullieren. Er ordnete eine Wiederholung der Beratungen an, da die vorangegangenen des Abgeordnetenhauses vom 15. bis 17. April durch eine „Vorverurteilung“ der Präsidentin gekennzeichnet gewesen seien. Einen Tag später nahm Maranhão diese Entscheidung zurück, nachdem Senatspräsident Renan Calheiros angekündigt hatte, sie nicht anzuerkennen.

#### Suspendierung der Präsidentschaft
Die geplante Abstimmung im Senat über die Suspendierung Rousseffs begann am 11. Mai 2016. Die Sitzung dauerte mehr als 20 Stunden und zog sich bis in die Morgenstunden des 12. Mai hin. In einem Versuch, das Amtsenthebungsverfahren aufzuhalten, stellten die Anwälte Rousseffs am 11. Mai 2016 beim Obersten Gericht Brasiliens den Antrag, das Verfahren zu stoppen, da es politisch motiviert sei. Das Gericht wies den Einspruch zurück.
Am 12. Mai beschloss der Senat mit 55 zu 22 Stimmen, Rousseff für sechs Monate zu suspendieren. Rousseff entließ 28 ihrer 31 Minister, damit endete das zweite Kabinett Dilma Rousseff. Am selben Tag übernahm Vizepräsident Michel Temer die Regierungsgeschäfte.

#### Enthüllungen über die Hintergründe
Nur elf Tage nach der umstrittenen Suspendierung Rousseffs geriet die Übergangsregierung ihres Stellvertreters Temer in eine Krise. Am 23. Mai berichtete die einflussreiche Tageszeitung Folha de S. Paulo aus Aufzeichnungen, die ihr aus Kreisen der Bundesstaatsanwaltschaft zugespielt worden waren. Diese vertraulichen Gespräche zwischen Temers Parteifreund und engen Vertrauten Romero Jucá und Petrobras-Manager Sérgio Machado aus dem März 2016 erhärteten die These eines kalten Putsches gegen Präsidentin Rousseff. In den offenbar von Machado selbst aufgezeichneten und im Rahmen einer Kronzeugenregelung der Staatsanwaltschaft zur Verfügung gestellten Gesprächen sagte Jucá unverblümt, Rousseff müsse aus dem Amt verschwinden – sonst gebe es keine Chance, die Lava-Jato-Korruptionsermittlungen gegen führende PMDB-Politiker und Funktionäre des Erdölkonzerns Petrobras zu sabotieren. Nur mit einem schnellen Sturz Rousseffs sei man noch in der Lage, die Strafermittlungen – auch gegen Temer, Jucá und Machado – in Brasília zu stoppen. Abgesprochen sei das alles unter Männern: beim Obersten Gericht und mit den Generälen der Armee, die notfalls auch die Proteste in Schach halten würden. Dann erzählte Jucá noch, dass die Militärs die Landlosenbewegung Movimento dos Trabalhadores Rurais Sem Terra (MST) beobachten würden. Die entlarvenden Aufzeichnungen aus Brasília bestätigten die Befürchtungen vieler Brasilianer, dass autoritäre Strukturen aus der Zeit der Militärdiktatur immer noch die Politik bestimmten.
PT-Fraktionschef Afonso Florence bezeichnete den Mitschnitt als „nicht überraschend“, aber endlich gebe es ein Geständnis. Jucá musste am 24. Mai 2016 wegen des Skandals seine Ämter ruhen lassen und war damit der zweite führende Akteur des parlamentarischen Putsches gegen Rousseff, der im Zuge der Staatskrise selbst stürzte. Bereits Anfang Mai war der Präsident des Abgeordnetenhauses und Rousseffs Hauptgegner Eduardo Cunha wegen schwerer Korruptionsvorwürfe seines Amtes enthoben worden. Generalstaatsanwalt Rodrigo Janot hatte ihm zusätzlich vorgeworfen, das Parlamentsamt zur Behinderung der Korruptionsermittlungen zu missbrauchen.

#### Absetzung der suspendierten Präsidentin
Am 4. August 2016 bewilligte eine Sonderkommission des Bundessenats das Amtsenthebungsverfahren mit 14 zu 5 Stimmen. Am 10. August 2016 schlossen sich die Senatoren nach einer fast 17-stündigen Sitzung diesem Votum mit 59 zu 21 Stimmen an.
Am 31. August 2016 stimmte der Senat mit der notwendigen Zwei-Drittel-Mehrheit für Rousseffs Absetzung. Insgesamt stimmten 61 Senatoren dafür und 20 dagegen. Eine separate Abstimmung des Senats galt der Frage, ob Rousseff acht Jahre lang kein öffentliches Amt mehr ausüben dürfe. Diese zweite Abstimmung ging zugunsten von Rousseff aus.
Als Reaktion auf die Amtsenthebung Rousseffs beorderten die südamerikanischen Staaten Venezuela, Ecuador und Bolivien ihre Botschafter aus Brasilien zurück. Die Regierungen sprachen von einem Staatsstreich. Die Regierungen Argentiniens, Chiles und Paraguays kündigten an, die Entscheidung des Senats in Brasília zu respektieren. Spiegel-Korrespondent Jens Glüsing bezeichnete die Amtsenthebung als eine „historische Ungerechtigkeit“ und kommentierte, Rousseff sei „von einer weitgehend korrupten und reformunfähigen politischen Klasse zu Unrecht aus dem Amt gejagt“ worden.

### Nach der Präsidentschaftszeit
Am 6. April 2018 verlegte sie ihren Wahlbezirk von Porto Alegre in die Hauptstadt von Minas Gerais nach Belo Horizonte. Am 28. Juni 2018 bestätigte sie eine Vorkandidatur für einen Senatsposten für Minas Gerais, die am 5. August 2018 von der Arbeiterpartei als ihre Vertreterin im Senat angenommen wurde. Im Senat standen zwei Posten für Minas Gerais zur Neuwahl aus. Bei den Wahlen in Brasilien 2018 am 7. Oktober 2018 konnte sie sich jedoch nicht durchsetzen und erreichte bei 15,33 % oder 2.709.223 der gültigen Stimmen den vierten Platz.
Am 23. März 2023 löste Rousseff den von der Regierung Bolsonaro als Präsidenten der New Development Bank eingesetzten Marcos Troyjo ab, um die noch bis Mitte 2025 dauernde Präsidentschaft der Entwicklungsbank zu Ende zu führen.

## Dokumentarfilme
- 2018: The Trial (O Processo), Brasilien / Deutschland / Niederlande, Regie: Maria Augusta Ramos[61]
- 2019: Am Rande der Demokratie (Democracia em Vertigem / The Edge of Democracy), Brasilien, Regie: Petra Costa